# Ommatius costatus
Ommatius costatus är en tvåvingeart som beskrevs av Camillo Rondani 1850. Ommatius costatus ingår i släktet Ommatius och familjen rovflugor. Inga underarter finns listade i Catalogue of Life.